# Marek Niemierowski
Marek Niemierowski (ur. 2 listopada 1950) – polski aktor teatralny i pedagog, doktor habilitowany nauk o sztukach pięknych, profesor Państwowej Wyższej Szkoły Filmowej, Telewizyjnej i Teatralnej w Łodzi. 

## Życiorys
W latach 1975-1977 był członkiem zespołu Teatru Powszechnego w Łodzi, następnie w latach 1977-1980 występował w Teatrze im. Bogusławskiego w Kaliszu. W latach 1980-1982 pracował jako aktor Teatru Śląskiego w Katowicach, zaś od 1987 do 1990 był związany z Teatrem Studyjnym w Łodzi. W latach 1990-1992 był aktorem Teatru Nowego w Łodzi, zaś w 1993 zajmował stanowisko dyrektora artystycznego tej sceny. Od 1994 do 2012 był związany z Teatrem Pinokio w Łodzi. 
Jest doktorem habilitowanym nauk o sztukach pięknych ze specjalnością sztuka aktorska. Pracuje na stanowisku profesora uczelnianego na Wydziale Aktorskim łódzkiej Filmówki. 
W 2016 r. został odznaczony Złotym Krzyżem Zasługi. 